# Рувруа (кантон)
Рувруа (фр. Rouvroy) — упраздненный кантон во Франции, регион Нор-Па-де-Кале, департамент Па-де-Кале. Входил в состав округа Ланс.
В состав кантона входили коммуны (население по данным Национального института статистики за 2009 г.):
- Дрокур (2 979 чел.)
- Мерикур (7 944 чел.) (частично)
- Рувруа (8 859 чел.)

## Экономика
Структура занятости населения (без учета коммуны Мерикур):
- сельское хозяйство — 0,2 %
- промышленность — 19,9 %
- строительство — 14,8 %
- торговля, транспорт и сфера услуг — 25,4 %
- государственные и муниципальные службы — 39,6 %

## Политика
На президентских выборах 2012 г. жители кантона отдали в 1-м туре Марин Ле Пен 33,2 % голосов против 23,0 % у Франсуа Олланда и 12,7 % у Николя Саркози, во 2-м туре в кантоне победил Олланд, получивший 63,9 % голосов (2007 г. 1 тур: Сеголен Руаяль — 20,6 %; Саркози — 19,7 %. 2 тур: Руаяль — 57,4 %). На выборах в Национальное собрание в 2012 г. по 11-му избирательному округу департамента Па-де-Кале они поддержали кандидата Национального фронта Марин Ле Пен, набравшую 43,9 % голосов в 1-м туре и 51,3 % — во 2-м туре. (2007 г. 14-й округ. 1-й тур: Доминик Ватрен (ФКП) — 37,9 %, 2-й тур: Альбер Факон (СП) — 59,2 %). На региональных выборах 2010 года в 1-м туре победил список коммунистов, собравший 38,4 % голосов против 24,5 % у Национального фронта, 15,9 % у социалистов и только 5,5 % у списка «правых». Во 2-м туре единый «левый список» с участием социалистов, коммунистов и «зелёных» во главе с Президентом регионального совета Нор-Па-де-Кале Даниэлем Першероном получил 59,8 % голосов, Национальный фронт Марин Ле Пен занял второе место с 30,9 %, а «правый» список во главе с сенатором Валери Летар с 9,3 % финишировал третьим.
|  | Кандидат       | Партия                  | % голосов |
|  | -------------- | ----------------------- | --------- |
|  | Доминик Ватрен | Коммунистическая партия | 66,32     |
|  | Пьер Фудала    | Национальный фронт      | 33,68     |

|  | Кандидат       | Партия                         | % голосов |
|  | -------------- | ------------------------------ | --------- |
|  | Доминик Ватрен | Коммунистическая партия        | 50,15     |
|  | Жак Эрбо       | Национальный фронт             | 33,68     |
|  | Самия Гаки     | Социалистическая партия        | 11,35     |
|  | Даниель Соти   | Союз за французскую демократию | 9,74      |
|  | Доминик Гидон  | Крайне левые партии            | 7,29      |